# Comuna Stanîlivka, Pohrebîșce
Stanîlivka (în ucraineană Станилівка) este o comună în raionul Pohrebîșce, regiunea Vinnița, Ucraina, formată din satele Stanîlivka (reședința) și Talalaii.

## Demografie
Componența lingvistică a satului Stanîlivka
     Ucraineană (99,22%)
     Alte limbi (0,78%)
Conform recensământului din 2001, majoritatea populației satului Stanîlivka era vorbitoare de ucraineană (99,22%), existând în minoritate și vorbitori de alte limbi.